# Глински
Глински са литовски княжески род, вероятно от кипчакски произход. Първият руски цар Иван Грозни по майчина линия е най-видния представител на рода.

## Произход
Произхода на семейство Глински е обвит в мистерия, вероятно поради събитията свързани с прогласянето на Москва за Третия Рим, а Иван Грозни за първи руски цар. Историците предполагат, че след големия пожар в Москва с последвалите бунтове, довели до отстраняването на семейството от властта, техните противници Шуйски умишлено заличават спомените за рода Глински и неговите представители на царския трон.
С положителност се знае, че през 15 век родово владение на Глински е тайнствения град Глинско (някои го индентефицират с днешна Золотоноша в Украйна). За Глински е известно, че са инородци, без надеждно зафиксирани извори относно техния произход. В Бархатната книга е отбелязано за Глински, че родоначалник на рода е темника Мамай от Крим, който създава между Златната орда и Великото Литовско княжество автономно княжество. Първият известен Глински е Борис, за който е отбелязано, че през 1437 година се заклева във вярност към полския крал Владислав III Ягело.

## История на рода
Съставителите на родословието на семейство Глински отбелязват, че някой си Алекс (на литовски: Лексад), приемайки светото кръщение получава от литовския княз Витовт градовете Глинско и Полтава, които стават родови владения, от което следва извода, че след Куликовската битка има четири поколения потомци на Мамай, преди в историята да се появат видните московски Глински.
Учените така или иначе не са установили със сигурност произхода на рода, вероятно защото неговия родоначалник е забулен в тайнственост под влияние сарматизма на шляхтата.
Руският изследовател Шенников отнася семейство Глински към казачеството, въз основа биографията на известния представител на фамилията Борис Глински.
Антрополозите възстановяват лицето на Елена Глинская. Въз основа на възстановката се установява, че в чертите на майката на първия руски цар преобладават изцяло европеидни черти.

## Семейството на Михаил Глински
Историческа слава на семейство Глински донася Михаил Лвович Глински (1470 – 1534), който е една от най-колоритните фигури в литовската и руска история от началото на XVI век. Получава образованието си в двора на немския император и приема католицизма, след което участва в италианските войни. След възкачването на полския трон на крал Сигизмунд I, Михаил Глински подига бунт срещу полския крал с цел да създаде независима Украинско-литовска държава в източна Украйна, но след неуспеха на начинението се спасява с бягство в Москва.
Племенницата на Михаил Глински, Елена Глинская се жени за великия московски княз Василий III, чийто син става първия официално коронован и признат руски цар – Иван Грозни.